# Umaru Mutallab
El-Hajj Umaru Abdul Mutallab, né le 15 décembre 1939, est un homme d'affaires et financier nigérian, qui a servi sous le gouvernement militaire du général Murtala Mohammed et Olusegun Obasanjo.
Mutallab a été décrit par le New York Times comme « parmi les hommes les plus riches et les plus éminents du Nigeria », par The Telegraph comme étant « l'un des banquiers les plus importants du Nigeria », et par The Guardian comme étant « l'un des hommes d'affaires les plus respectés du pays ».
Son fils, Umar Farouk Abdulmutallab, devenus radicalisé islamiste et membre d'Al-Qaïda dans la péninsule arabique, a tenté de se faire exploser à bord du vol 253 de Northwest Airlines le 25 décembre 2009 et purge quatre peines de prison à vie plus 50 ans sans libération conditionnelle à ADX Florence.

## Biographie
Mutallab est né dans la famille d'Abdul Mutallab Barade, un officier du département des travaux de Funtua. Il vit à Funtua, dans l'État de Katsina, au nord du Nigeria, bien qu'il semble que la famille possède également des habitations à Londres et au Ghana. La famille possède au moins trois maisons au Nigeria (à Abuja, Funtua et Kaduna),.

### Éducation
Il a fréquenté le Barewa College, à Zaria, l'Achimota College, à Accra, au Ghana, et le South West London College, à Londres. Il a reçu un doctorat honorifique de l'université Obafemi Awolowo, Ile-Ife,.

### Carrière
Après avoir passé ses examens de fin d'études en décembre 1959, Mutallab a commencé à travailler comme commis dans la société Pannell, Fitzpatrick and Company à Kaduna en janvier 1960.
Il a ensuite poursuivi ses études et est retourné au Nigeria en 1968, où il a été nommé comptable en chef de la Defence Industries Corporation of Nigeria. En 1971, il devient le contrôleur financier de la New Nigerian Development Company à Kaduna, avant de devenir le directeur général de la société en 1975.
Mutallab a été ministre du gouvernement sous les généraux Murtala Mohammed et Olusegun Obasanjo entre 1975 et 1978. D'abord en tant que commissaire fédéral (c'est-à-dire ministre) du développement économique (1975), il a été relevé de ses fonctions après la tentative de coup d'État militaire de 1976 qui a conduit à la mort du général Murtala Mohammed. Cependant, il a ensuite été nommé nouveau ministre des coopératives et des fournitures (1976).
En 1978, il a quitté le cabinet et a été nommé vice-président exécutif, directeur général et PDG de la United Bank for Africa (UBA). Il a occupé ce poste jusqu'en 1988, et a été l'un des principaux financiers de l'élection présidentielle de 1979, qui a porté le Parti national du Nigeria au pouvoir dans la Deuxième République dirigée par le président Shehu Shagari. Mutallab a également siégé au conseil d'administration de plusieurs sociétés, dont Arewa Textile Limited, NEPA, NACB, NCC, Nigeria Agip Oil et Cement Company of Nigeria,
De 1999 à 2009, il a été le président de la First Bank of Nigeria Plc, la plus ancienne et la plus grande banque du Nigeria. En 2009, il a été président de plusieurs sociétés, dont Impresit Bakolori Plc, Incar Nigeria Plc et Spring Waters Nigeria Limited (SWAN). Il est le principal actionnaire de Barade Holdings et de Barumark Investment and Development Company.
Muttalab a joué un rôle majeur dans l'introduction de la banque islamique au Nigeria, et il est le président de la première banque islamique du Nigeria, Jaiz Bank International Plc, qui a été créée en 2003.
Mutallab est président du groupe de travail sur les entreprises du comité Vision 20:2020 au Nigeria, et président de l'association des vieux garçons du Barewa College. Il est membre de l'Association of Chartered Certified Accountants (FCCA) et de l'Institute of Chartered Accountants of Nigeria (FCA).
Mutallab a reçu le titre de Commandeur de l'Ordre du Niger, l'une des plus hautes distinctions du Nigeria.

## Vie privée
Bien que très religieux, Mutallab ne se considère pas comme un extrémiste, expliquant qu'il a appris la capacité de tolérance en fréquentant le Barewa College qui a accueilli des étudiants de nombreuses régions du pays et « donne » un sentiment d'unité. Il est également membre de la mafia de Kaduna, un groupe informel d'hommes d'affaires nigérians, de fonctionnaires, d'intellectuels et d'officiers militaires du nord du Nigeria, qui résidaient ou menaient leurs activités à Kaduna, l'ancienne capitale de la région vers la fin de la Première République. Mutallab était un ami proche et un associé du financier de la mafia, Hamza Zayyad, qui l'a convaincu d'exercer la comptabilité comme profession.

### Famille
Mutallab avait accepté en juillet 2009 de permettre à son fils, Umar Farouk Abdulmutallab, le plus jeune de ses 16 enfants et un fils de la seconde de ses deux épouses (qui est originaire du Yémen), de retourner à l'Institut de la langue arabe au Yémen Sanaʽa pour étudier l'arabe d'août à septembre 2009,,.